# Бассар (префектура)
Префектура Басса́р (фр. Prefecture Bassar) — одна із 7 префектур у складі регіону Кари Тоголезької Республіки. Адміністративний центр — місто Бассар.

## Населення
| 2000   | 2002    | 2003    | 2004    | 2005    | 2006    | 2010    |
| ------ | ------- | ------- | ------- | ------- | ------- | ------- |
| 99 000 | 101 000 | 102 000 | 103 000 | 104 000 | 106 000 | 119 717 |

## Склад
До складу префектури входить 10 кантонів та 1 комуна Бассар:
| №  | Кантон          | Площа, км² | Населення, осіб (2010) | Центр          |
| -- | --------------- | ---------- | ---------------------- | -------------- |
| 1  | Баган           | -          | -                      | Баган          |
| 2  | Банджеллі       | -          | -                      | Банджеллі      |
| 3  | Бассар (кантон) | -          | -                      | Бассар         |
| 4  | Бассар (комуна) | -          | 23 181                 | Бассар         |
| 5  | Бічабе          | -          | -                      | Бічабе         |
| 6  | Діморі          | -          | -                      | Діморі         |
| 7  | Кабу            | -          | -                      | Кабу           |
| 8  | Каланга         | -          | -                      | Каланга        |
| 9  | Манга           | -          | -                      | Манга          |
| 10 | Санда-Афоху     | -          | -                      | Санда-Афоху    |
| 11 | Санда-Кагбанда  | -          | -                      | Санда-Кагбанда |